# Van Mijenfjorden

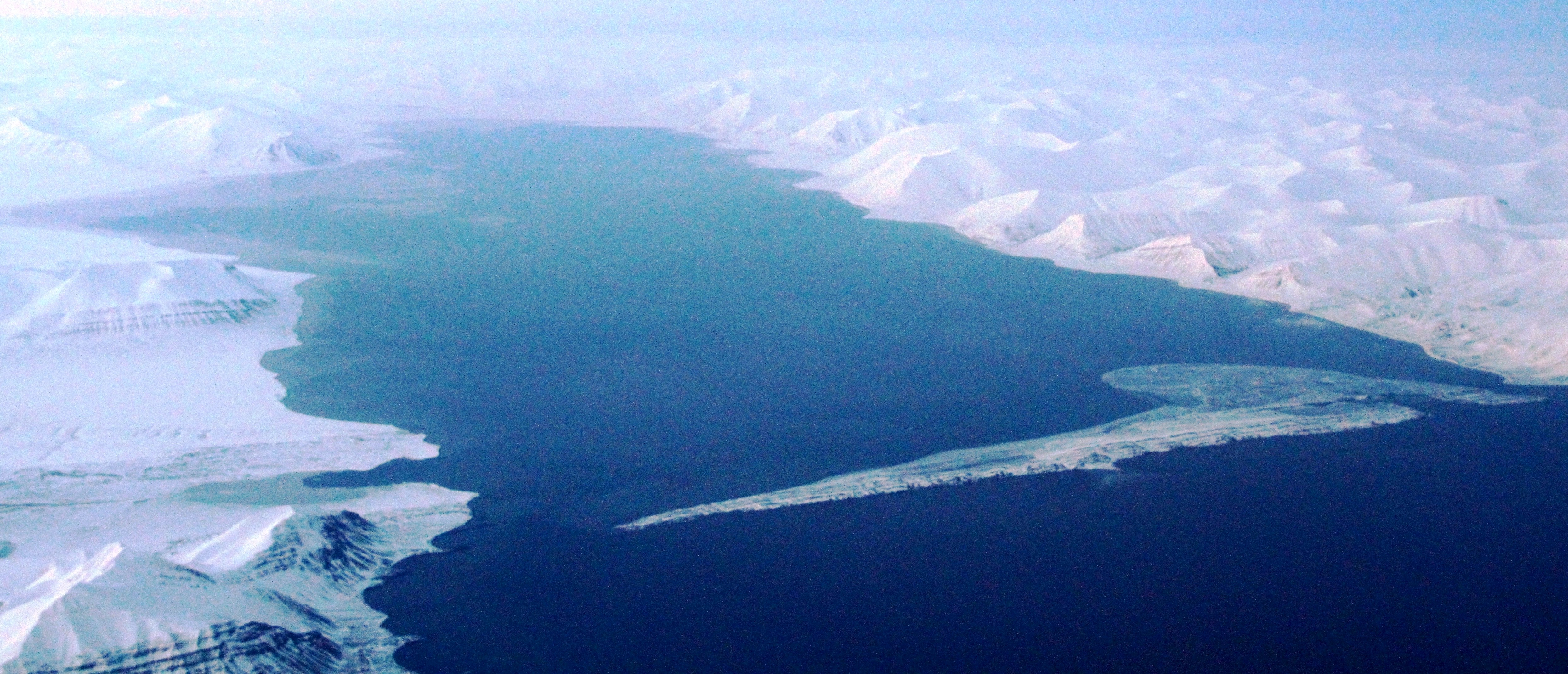
Van Mijenfjorden

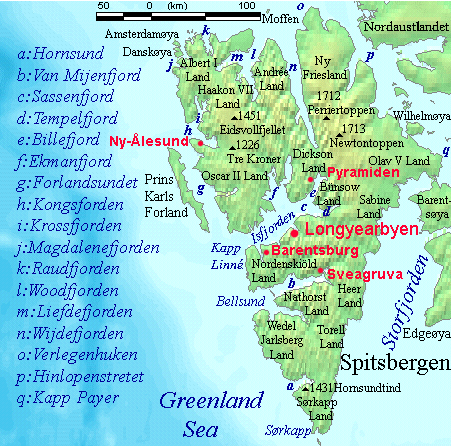
Van Mijenfjorden är markerat med ett b på kartan.

Van Mijenfjorden är en fjord på västra Spetsbergen, i ögruppen Svalbard. Fjorden är 83 km lång och är den tredje längsta på Svalbard. Längst in i fjorden ligger orten Sveagruva. Bukten utanför Sveagruva kallas Braganzavågen.
Van Mijenfjordens inlopp är nästan helt spärrat av Akseløya. Detta gör att isen på fjorden ligger kvar mycket länge, ofta till sent i juli.

## Namnet
Fjordens namn ska egentligen vara Van Muydenfjorden, efter en befälhavare för en holländsk valfångstflotta 1612–1613. Men polarforskaren Adolf Erik Nordenskiöld stavade fjordens namn fel och därefter har formen Van Mijenfjorden fått vara kvar.